# 名古屋市音楽プラザ
名古屋市音楽プラザ（なごやしおんがくプラザ）は、愛知県名古屋市中区金山にある音楽練習施設。

## 概要
「音楽その他の舞台芸術の練習の場を市民に提供することにより、芸術文化の振興に寄与する」ことを目的として、名古屋市民会館の北側に1997年（平成9年）に竣工した。地上6階・地下1階の建屋内には合奏場と大中2つのリハーサル室、2つの控え室を備えており、音楽やダンスの練習などに使われるほか、1階のサロンでは無料で鑑賞できるコンサートが毎月催されている。
また、ここに名古屋フィルハーモニー交響楽団の事務局も置かれており、その練習場としても使用されている。

## 施設
- 合奏場 - 495平方メートル、見学席44席[2]
- 大リハーサル室 - 230平方メートル[2]
- 中リハーサル室 - 148平方メートル[2]
- 第1控室 - 57平方メートル[2]
- 第2控室 - 49平方メートル[2]
- 音楽サロン - 40席[2]

## 利用案内
- 開館時間 - 午前9時〜午後9時30分
- 休館日 - 毎週月曜日（月曜日が祝休日の時はその直後の休日でない日）、年末年始（12月29日〜1月3日）
- 受付時間 - 午前9時〜午後8時（月曜日は午後4時30分、休館日・日曜日・祝日は除く）

## アクセス
- 名古屋市営地下鉄 - 名城線・名港線
- 名鉄 - 名古屋本線
- JR東海 - 東海道本線・中央本線
  - いずれも金山駅下車。